# Araneus pecuensis
Araneus pecuensis là một loài nhện trong họ Araneidae.
Loài này thuộc chi Araneus. Araneus pecuensis được Ferdinand Karsch miêu tả năm 1881.